# レディーズシークレット
レディーズシークレット (Lady's Secret) はアメリカ合衆国の競走馬。1986年にブリーダーズカップ・ディスタフで優勝。「鉄の女」 (The Iron Lady) の愛称で親しまれた。

## 略歴
アメリカ三冠馬セクレタリアトの初期の産駒である。サンディエゴ・チャージャーズの元オーナーとして知られるユージン・クライン夫妻が20万ドルで購入した。
2歳となった1984年にデビュー。同年は8戦3勝。3歳時は8連勝でブリーダーズカップ・ディスタフに挑戦したがライフズマジックの2着に敗れた。同年は17戦10勝。古馬となった4歳時は牡馬にも挑戦し、ホイットニーハンデキャップでは牡馬を破り、ブリーダーズカップ・ディスタフでも前年の雪辱を果たした。同年は15戦10勝でG1競走年間8勝は新記録だった。また同年には牝馬ながらエクリプス賞年度代表馬、最優秀古馬牝馬に輝いた。1987年は5戦2勝で引退した。G1競走は計11勝。獲得賞金302万1425ドルは北アメリカの牝馬としては当時の最多記録だった。
引退後はケンタッキー州レキシントンのファレス・ファームに売却され繁殖牝馬となった。
初仔のマチカネアイーダ（父アリダー、1戦のみで繁殖入り）を皮切りに6頭もの牝馬産駒が競走馬、あるいは繁殖牝馬として日本に輸出されている。1992年の産駒グッドルックス（父ミスタープロスペクター）が中央競馬で3勝、1996年の産駒アグネスライナー（父シアトルスルー）がフラワーカップで4着となっている。1995年の産駒スリーピングインシアトル（父シアトルスルー）の仔サウンドバリアーは2010年のフィリーズレビューを制した。
晩年まで繁殖牝馬として供用されていたが、2003年3月4日に出産時の事故のためカリフォルニア州ヴァレーセンターのヴァレー・クリーク・ファームで死亡した。
1992年にはアメリカ競馬殿堂入りを果たした。競馬雑誌「ブラッド・ホース」による20世紀のアメリカ名馬100選では76位。
モンマスパーク競馬場にはレディーズシークレット・カフェという喫茶店があり、サンタアニタパーク競馬場では2011年までレディーズシークレットステークス（現在のゼニヤッタステークス）という競走に名を残していた。
産駒の何頭かは繁殖用として日本に輸入されており、その子孫からはマテンロウレオ、マイスタイル、サウンドバリアー、サウンドキアラ、キョウワハピネスなどの重賞馬が出ている。

### 主な勝利
すべてアメリカ合衆国の競走。
- 1985年：マスケットステークス (G1) 、ラフィアンハンデキャップ (G1) 、ベルデイムステークス (G1)
- 1986年：ラカナダステークス (G1) 、サンタマルガリータハンデキャップ (G1) 、シュヴィーハンデキャップ (G1) 、ホイットニーハンデキャップ (G1) 、マスケットステークス (G1) 、ラフィアンハンデキャップ (G1) 、ベルデイムステークス (G1) 、ブリーダーズカップ・ディスタフ (G1)

## 血統表
| レディーズシークレット（Lady's Secret）の血統（ボールドルーラー系 / Nasrullah 3x5=15.63%、 Nearco 4x4=12.50%） | レディーズシークレット（Lady's Secret）の血統（ボールドルーラー系 / Nasrullah 3x5=15.63%、 Nearco 4x4=12.50%） | レディーズシークレット（Lady's Secret）の血統（ボールドルーラー系 / Nasrullah 3x5=15.63%、 Nearco 4x4=12.50%） | （血統表の出典）      | （血統表の出典） |
| 父 Secretariat 1970 栗毛 アメリカ                                                                              | 父の父Bold Ruler 1954 鹿毛 アメリカ                                                                            | Nasrullah | Nearco                | Nearco           |
| 父 Secretariat 1970 栗毛 アメリカ                                                                              | 父の父Bold Ruler 1954 鹿毛 アメリカ                                                                            | Nasrullah | Mumtaz Begum          |                  |
| 父 Secretariat 1970 栗毛 アメリカ                                                                              | 父の父Bold Ruler 1954 鹿毛 アメリカ                                                                            | Miss Disco | Discovery             | Discovery        |
| 父 Secretariat 1970 栗毛 アメリカ                                                                              | 父の父Bold Ruler 1954 鹿毛 アメリカ                                                                            | Miss Disco | Outdone               |                  |
| 父 Secretariat 1970 栗毛 アメリカ                                                                              | 父の母Somethingroyal 1952 鹿毛 アメリカ                                                                        | Princequillo                                                                                                   | Prince Rose           | Prince Rose      |
| 父 Secretariat 1970 栗毛 アメリカ                                                                              | 父の母Somethingroyal 1952 鹿毛 アメリカ                                                                        | Princequillo                                                                                                   | Cosquilla             |                  |
| 父 Secretariat 1970 栗毛 アメリカ                                                                              | 父の母Somethingroyal 1952 鹿毛 アメリカ                                                                        | Imperatrice | Caruso                | Caruso           |
| 父 Secretariat 1970 栗毛 アメリカ                                                                              | 父の母Somethingroyal 1952 鹿毛 アメリカ                                                                        | Imperatrice | Cinquepace            |                  |
| 母 Great Lady M 1975 芦毛 アメリカ                                                                             | 母の父Icecapade 1969 芦毛 アメリカ                                                                             | Nearctic | Nearco                | Nearco           |
| 母 Great Lady M 1975 芦毛 アメリカ                                                                             | 母の父Icecapade 1969 芦毛 アメリカ                                                                             | Nearctic | Lady Angela           |                  |
| 母 Great Lady M 1975 芦毛 アメリカ                                                                             | 母の父Icecapade 1969 芦毛 アメリカ                                                                             | Shenanigans | Native Dancer         | Native Dancer    |
| 母 Great Lady M 1975 芦毛 アメリカ                                                                             | 母の父Icecapade 1969 芦毛 アメリカ                                                                             | Shenanigans | Bold Irish            |                  |
| 母 Great Lady M 1975 芦毛 アメリカ                                                                             | 母の母Sovereign Lady 1969 芦毛 アメリカ                                                                        | Young Emperor                                                                                                  | Grey Sovereign        | Grey Sovereign   |
| 母 Great Lady M 1975 芦毛 アメリカ                                                                             | 母の母Sovereign Lady 1969 芦毛 アメリカ                                                                        | Young Emperor                                                                                                  | Young Empress         |                  |
| 母 Great Lady M 1975 芦毛 アメリカ                                                                             | 母の母Sovereign Lady 1969 芦毛 アメリカ                                                                        | Sweety Kid | Olympia               | Olympia          |
| 母 Great Lady M 1975 芦毛 アメリカ                                                                             | 母の母Sovereign Lady 1969 芦毛 アメリカ                                                                        | Sweety Kid | Trustworthy F-No.22-d |                  |

### 主な近親
本馬の半妹グレートクリスティーヌ（父Danzig）の産駒にビリーヴ（高松宮記念、スプリンターズステークス）がいる。